# 모리 히데아키
모리 히데아키(일본어: 森 秀昭, 1972년 10월 16일 ~ )는 일본의 전 축구 선수이다.

## 구단 경력
1991년 일본 사커 리그의 마쓰다(산프레체 히로시마)에 입단했다. 1996년 J1리그의 아비스파 후쿠오카로 이적했다. 1999년까지 82경기에 출전하여, 6득점을 넣었다. 2000년 J2리그의 콘사돌레 삿포로로 이적했다. 2000년 J2리그 우승으로 J1리그로 승격했다. 2002년후 J2리그에 강등했다. 2003년후 현역 은퇴.